# Громов, Сергей Михайлович
Сергей Михайлович Громов (20 сентября 1918, Нежин, Черниговская губерния — 4 июля 2008) — советский следователь, заслуженный юрист РСФСР, почётный работник прокуратуры, государственный советник юстиции 3-го класса.

## Биография
Родился в семье артиллерийского техника. После школы поступил в Московский юридический институт, окончил его и в 1940 году начал работать народным следователем прокуратуры Овидиопольского района Одесской области. С начала Великой Отечественной войны являлся следователем военной прокуратуры 275-й стрелковой дивизии, а затем военным прокурором 402-й стрелковой дивизии Северной группы войск Закавказского фронта. В 1943 продолжал службу военным прокурором 94-й и 89-й стрелковых бригад.
С 1946 года более 30 лет служил в Главной военной прокуратуре: военным прокурором отдела по надзору за контрразведкой, старшим военным следователем, следователем по особо важным делам, помощником Главного военного прокурора. В 1977 году вышел в отставку, и 13 лет работал в Прокуратуре СССР следователем, старшим следователем по особо важным делам при Генеральном прокуроре СССР, затем ещё 4 года старшим следователем, следователем по особо важным делам, прокурором отдела прокуратуры Московской области.

Заместитель генерального прокурора РФ, заслуженный юрист России, государственный советник юстиции 1-го класса М. Б. Катышев: 
Дела Сергей Михайлович Громов расследовал важнейшие. О нём в прокуратуре ходили легенды. Рассказывали, что более чем за полвека следовательской работы у него не было ни одного незаконного ареста или задержания, ни одного оправданного обвиняемого, не было дел, возвращённых на дополнительное расследование. Звучит вроде страшновато. Но если перевести на общечеловеческий язык — Сергей Михайлович никогда не арестовал невиновного, не использовал незаконные методы следствия, добросовестно исследовал все версии, тщательно доказывал вину подследственного.
В прокуратуре это называли «феноменом Громова». Вроде бы все должны так работать, да не у всех получается.
Сергей Михайлович Громов был, что называется, следователем «от Бога». И стал им не случайно. По семейной традиции он должен был стать военным — и отец, и родной дядя С. М. Громова служили в армии. Сергей Михайлович сумел совместить семейную традицию с профессией, которую выбрал по велению души. Он стал и военным, и юристом.

## Публикации
- Громов С. М. Следствием установлено. 1987.
- Громов С. М. Записки важняка. 2001.